# Solomys salebrosus
Solomys salebrosus é uma espécie de roedor da família Muridae.
Pode ser encontrada na Papua-Nova Guiné e Ilhas Salomão.